# Jüdischer Friedhof (Morhange)

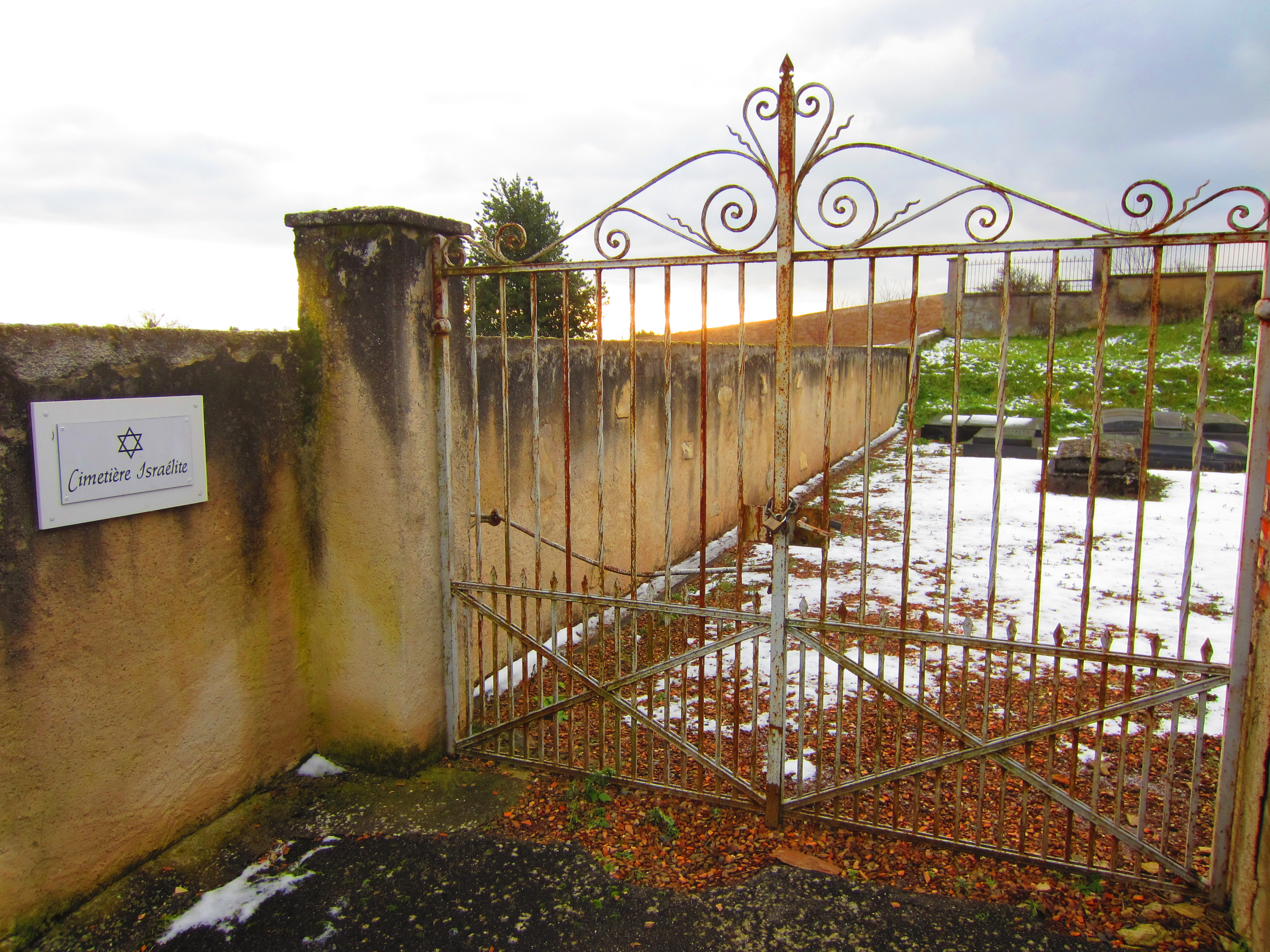
Eingang zum jüdischen Friedhof in Morhange

Der Jüdische Friedhof in Morhange, einer französischen Gemeinde im Département Moselle in der historischen Region Lothringen, wurde Anfang des 18. Jahrhunderts angelegt. Der jüdische Friedhof befindet sich an der Impasse du Cimetière Israélite. 
Auf dem Friedhof sind noch viele Grabsteine erhalten.